# Mozarts Wohnhaus
Mozarts Wohnhaus, ook Tanzmeisterhaus, is een museum in Salzburg, Oostenrijk. Het is gewijd aan Wolfgang Amadeus (1756-1791) en de overige leden van het gezin Mozart die van 1773 tot 1780 op deze plek woonden. Het huidige pand is grotendeels een reconstructie omdat het origineel tijdens de Tweede Wereldoorlog gedeeltelijk werd verwoest.

## Collectie

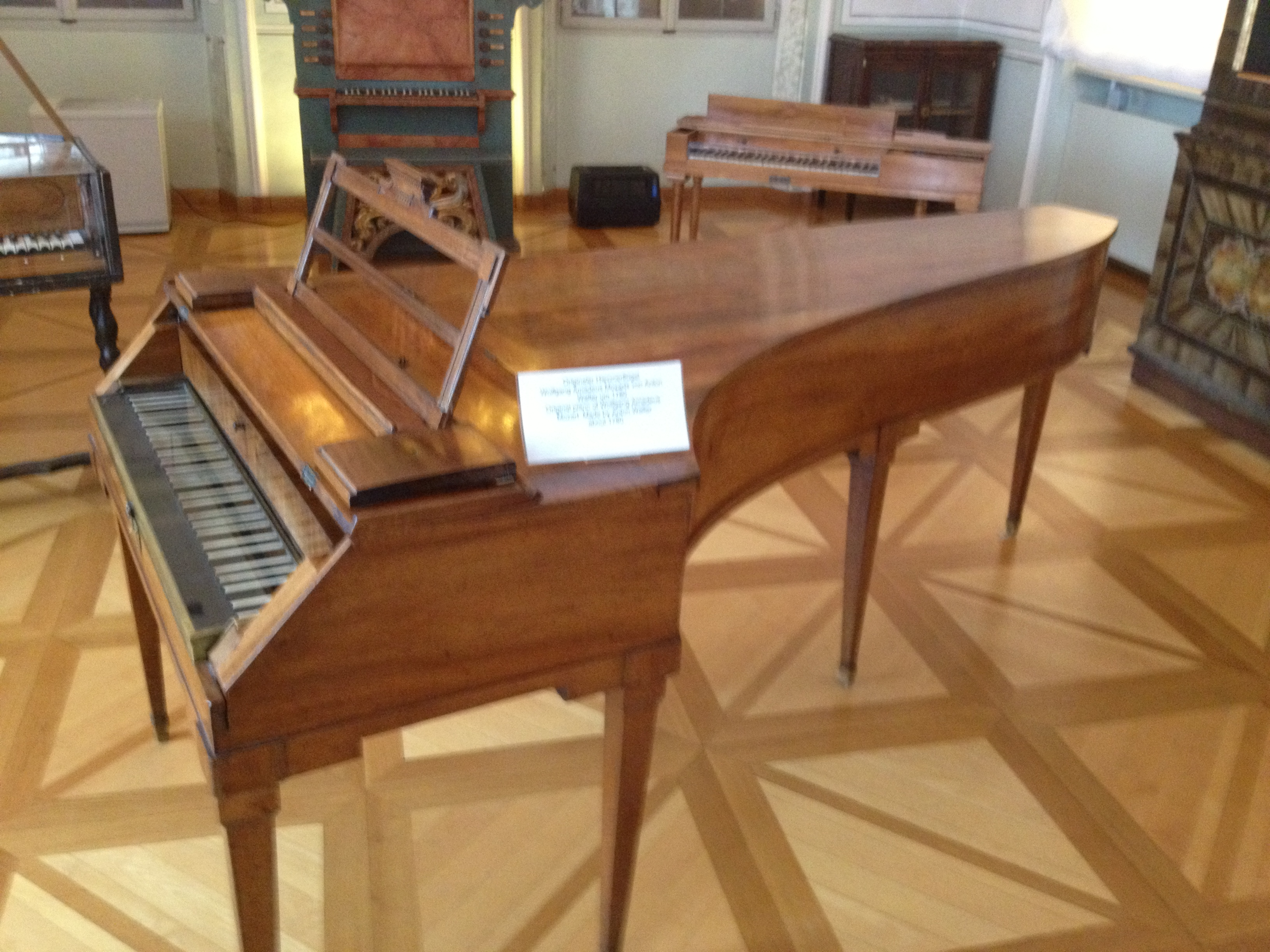
Piano van Mozart

Het museum herinnert aan het leven en werk van Wolfgang Amadeus en andere leden van het gezin van Leopold Mozart. Aan Wolfgang Amadeus en zijn zus Nannerl zijn speciale ruimtes gewijd.
De bibliotheek is ondergebracht in twee glazen obelisken. Verder is er een filmzaal en is er muziek van Wolfgang Amadeus te horen. Hier is het enige portret te zien dat bewaard is gebleven. Verder toont het andere originele stukken, zoals een authentieke vleugel die van het gezin is geweest, partituren, handschriften, enz.

## Geschiedenis

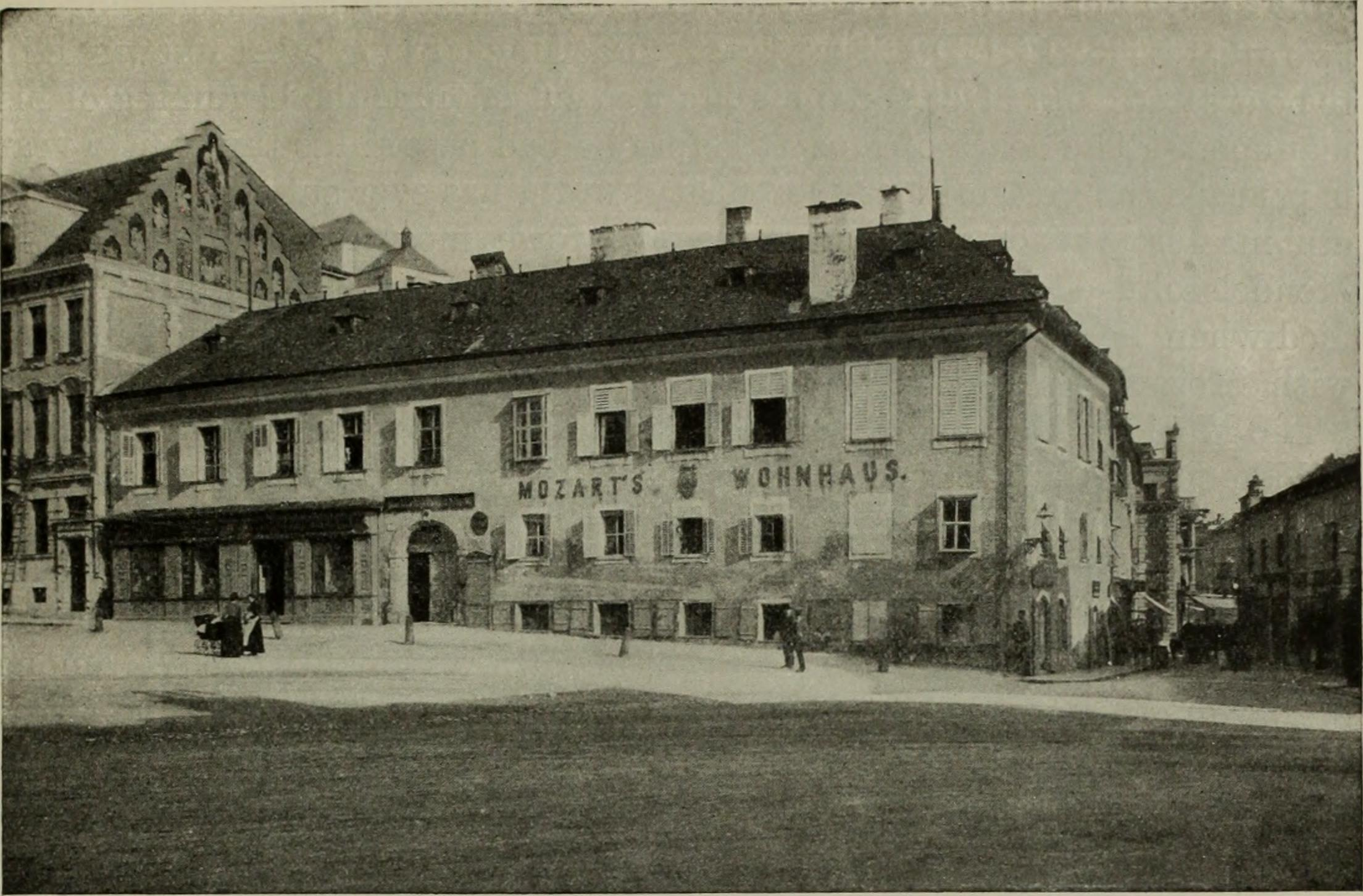
Oorspronkelijk pand in 1918

De eerst bekende documentatie van het huis stamt uit 1617. Het was tot 1685 opgedeeld in twee secties. Vanaf 1711 werden er danslessen gegeven aan edelen en aristocraten en in 1713 wordt de naam Tanzmeisterhaus genoemd in een census.
Nadat het geboortehuis van Mozart aan de Getreidegasse te klein werd, verhuisden Leopold Mozart en zijn gezin naar deze plek aan Hannibalplatz, tegenwoordig Makartplatz geheten. Naast meer woonruimte was er ook meer plek om vrienden en musici te ontvangen voor concerten. Wolfgang Amadeus woonde hier tot 1780. Zijn zus vertrok in 1784 naar het huis in Sankt Gilgen waar het Mozarthaus is ingericht als museum over haar en haar moeder. Moeder Anna Maria overleed in 1778 in Parijs en vader Leopold bleef tot zijn dood in 1787 in de ruime woning wonen. Hierna wisselde het huis verschillende malen van eigenaar.
Op 16 oktober 1944 werd twee derde van het huis verwoest door een luchtaanval van de geallieerden. De eigenaar verkocht het geruïneerde deel aan een verzekeringsmaatschappij die er een kantorenpand neerzette. In 1955 werd het andere deel door de internationale Mozarteum-stichting aangekocht. In 1989 kocht de stichting ook het kantorenpand, dat in 1994 werd afgebroken en naar voorbeeld van het huis van de Mozarts werd herbouwd. Het museum bestaat sinds 1955 en werd na de herbouw op 26 januari 1996 heropend.
Architecten, de pers en ook locoburgemeester Wolfgang Padutsch hadden in de jaren negentig heftige kritiek op de herbouw. Het was onderdeel van een decennia durende discussie over de systematische herbouw van historische panden in Salzburg, waarbij meestal alleen de façade overeind bleef.